# Euphorbia thyrsoidea
Euphorbia thyrsoidea är en törelväxtart som beskrevs av Pierre Edmond Boissier. Euphorbia thyrsoidea ingår i släktet törlar, och familjen törelväxter. Inga underarter finns listade i Catalogue of Life.